# Saint-Jean-de-la-Forêt
Saint-Jean-de-la-Forêt foi uma comuna francesa na região administrativa da Normandia, no departamento Orne. Estendia-se por uma área de 9,8 km². Em 2010 a comuna tinha 144 habitantes (densidade: 14,7 hab./km²).
Em 1 de janeiro de 2016, passou a formar parte da nova comuna de Perche en Nocé.